# La ruleta de la fortuna i la fantasia
La ruleta de la fortuna i la fantasia (偶然と想像, Gūzen to Sōzō) és una pel·lícula d'antologia de drama romàntic japonès del 2021 escrita i dirigida per Ryusuke Hamaguchi. La pel·lícula és protagonitzada per Kotone Furukawa, Katsuki Mori i Fusako Urabe com a actrius principals de cadascun dels tres segments de l'antologia. S'ha doblat i subtitulat al català.
La pel·lícula es va veure prèviament en línia i als cinemes de quatre ciutats pels compradors, la premsa i els jurats del festival a la Competició del 71è Festival Internacional de Cinema de Berlín de l'1 al 5 de març de 2021, després del qual va ser premiada amb el Gran Premi del Jurat Os de Plata. Es va estrenar pública al 22è Festival Internacional de Cinema Independent de Buenos Aires el 23 de març.
Es va estrenar per primera vegada a escala nacional als cinemes de Dinamarca, el 29 de juliol de 2021. No es va estrenar a tot el Japó fins al 17 de desembre del mateix any.

## Repartiment
El repartiment inclou:
- Kotone Furukawa com a Meiko
- Ayumu Nakajima com a Kazuaki Kubota
- Hyunri com a Tsugumi Konno
- Kiyohiko Shibukawa com a Segawa
- Katsuki Mori com a Nao
- Shouma Kai com a Sasaki
- Fusako Urabe com a Moka Natsuko
- Aoba Kawai[8] com a Nana Aya